# Henry Cole

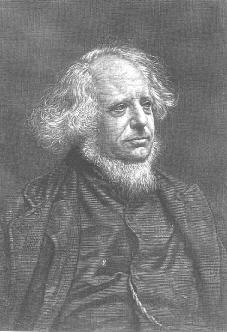
Henry Cole

Sir Henry Cole, KCB FRSA (* 15. Juli 1808 in  Bath; † 18. April 1882 in London) war als englischer Staatsbeamter maßgeblich an vielen bahnbrechenden Neuerungen in Wirtschaft und Handel, Post- und Verkehrswesen, Bildung und Kultur beteiligt. 
Er war der Initiator der ersten Weltausstellung (Great Exhibition) im Londoner Hyde Park 1851. Er war Gründungsdirektor des South Kensington Museums, aus dem das heutige Victoria and Albert Museum hervorging.
Unter dem Pseudonym Felix Summerly verfasste er mehrere Bücher, darunter
- A book of stories from The home treasury
- A hand-book for the architecture, sculpture, tombs, and decorations of Westminster Abbey (1859)
- The most delectable history of Reynard the Fox (illustriert von Aldert van Everdingen) (1846)

Seine seit den 1840ern bestehende Freundschaft mit Charles Dickens führte zu verschiedenen wirtschaftspolitischen Interventionen von Dickens. Die literarisch bekannteste ist dabei die Kurzgeschichte A Poor Man’s Tale of a Patent, die auf Schilderungen Coles zurückgeht. 

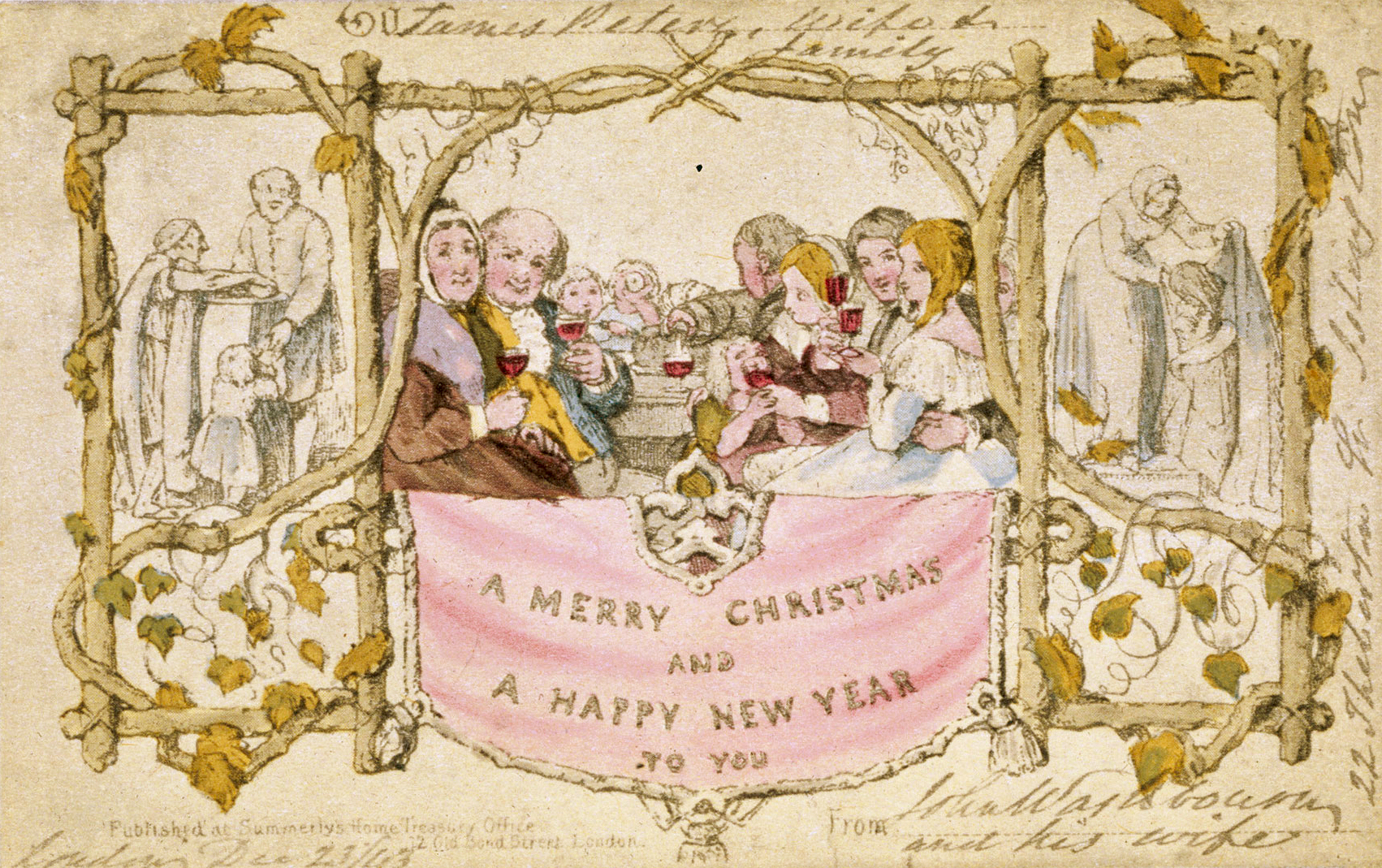
Erste kommerziell produzierte Weihnachtskarte (im Auftrag von Henry Cole), 1843

Cole gilt als Erfinder der gedruckten Weihnachtskarte.
1875 wurde er als Knight Commander des Order of the Bath geadelt.